# ラダック語
ラダック語（ラダックご、チベット文字：ལ་དྭགས་སྐད་; ワイリー方式：La-dwags skad）は、シナ・チベット語族チベット・ビルマ語派に属する言語である。ラダキとも呼ばれる。ラダックで話されている。ラダック語はチベット諸語に属する言語であるが、標準チベット語とは相互に意思疎通はできない。インドのジャンムー・カシミール州のレー地区や中国チベット自治区チャンタンに話者が多く存在する。

## 日常会話
Jule （または Jullayと表記されることもある、ジュレーと発音）: こんにちは、さようなら、ありがとう など
Khamzang ?（カムザン）: お元気ですか？
Khamzang（カムザン）: 元気です
Hamago: 知りません
Hago: わかりました
Hago-a: わかりましたか?
O: はい（くだけた言い方）
Kasa: はい（あらたまった言い方）
Man: いいえ
tsapik: ほんの少し
Nyerangi mingla chi in?: お名前は何ですか?
Dik: 大丈夫です、十分です など
-le: 礼儀正しく言うときの接尾語、名前などにも用いる
Zhuks-le: お座りください
Don-le: 食べる、飲む
Skyot: お帰りください

## 数詞
chik:1
nyis:2
sum:3
jzhe:4
nghra:5
tuk:6
dun:7
gyat:8
gyu:9
chu:10
chug-tzik:11
chug-nis:12
chug-sum:13
chug-jzhe:14
chug-nghra:15
chu-ruk:16
chub-dun:17
chob-gyat:18
chur-gu:19
nyi-shu:20
脚注
1. ↑   Ladakhi at Ethnologue (19th ed., 2016)